# Менендес, Норберто
Норберто Бето Менендес (исп. Norberto Beto Menéndez; 14 декабря 1936, Буэнос-Айрес — 26 мая 1994, Буэнос-Айрес) — аргентинский футболист, нападающий.

## Клубная карьера
Норберто Менендес начинал свою футбольную карьеру в 1954 году в клубе «Ривер Плейт», вместе с которым он трижды становился чемпионом Аргентины. В 1961 году Менендес переходит в «Уракан», в котором не достиг каких-либо успехов. В следующем году он становится футболистом клуба «Бока Хуниорс», в его составе Менендес также трижды выигрывал чемпионат Аргентины.

## Международная карьера
Норберто Менендес попал в состав сборной Аргентины на Чемпионат мира 1958 года. Из 3-х матчей Аргентины на турнире Менендес принял участие во всех трёх: в матчах против сборных ФРГ, Северной Ирландии и Чехословакии. В игре с Северной Ирландией Менендес вывел аргентинцев вперёд, забив гол на 55-й минуте.

## Достижения

### Клубные
Ривер Плейт
- Чемпионат Аргентины (3): 1955 (чемпион), 1956 (чемпион), 1957 (чемпион)

Бока Хуниорс
- Чемпионат Аргентины (3): 1962 (чемпион), 1964 (чемпион), 1965 (чемпион)